# Nasser Al-Attiyah

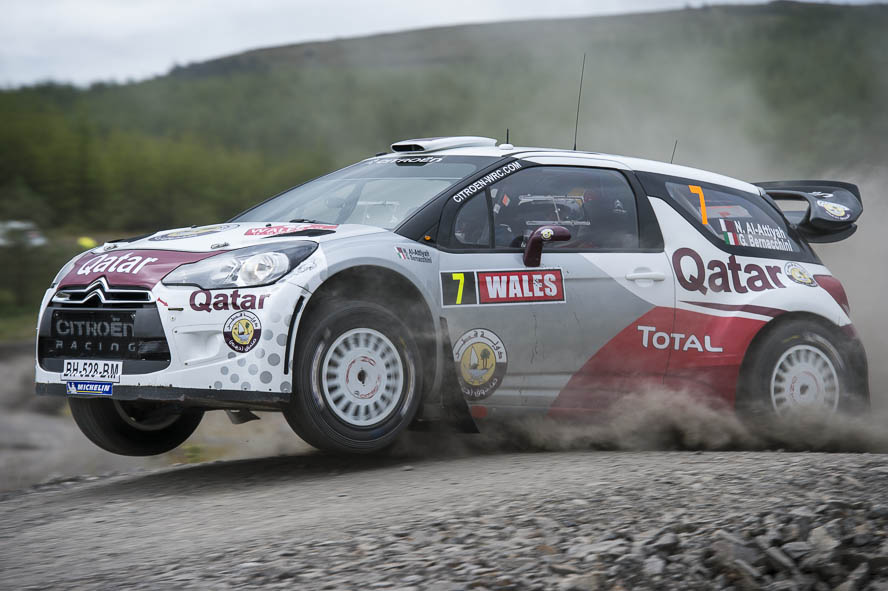
Al-Attiyah gedurende het WK-seizoen 2012 actief met een Citroën DS3 WRC

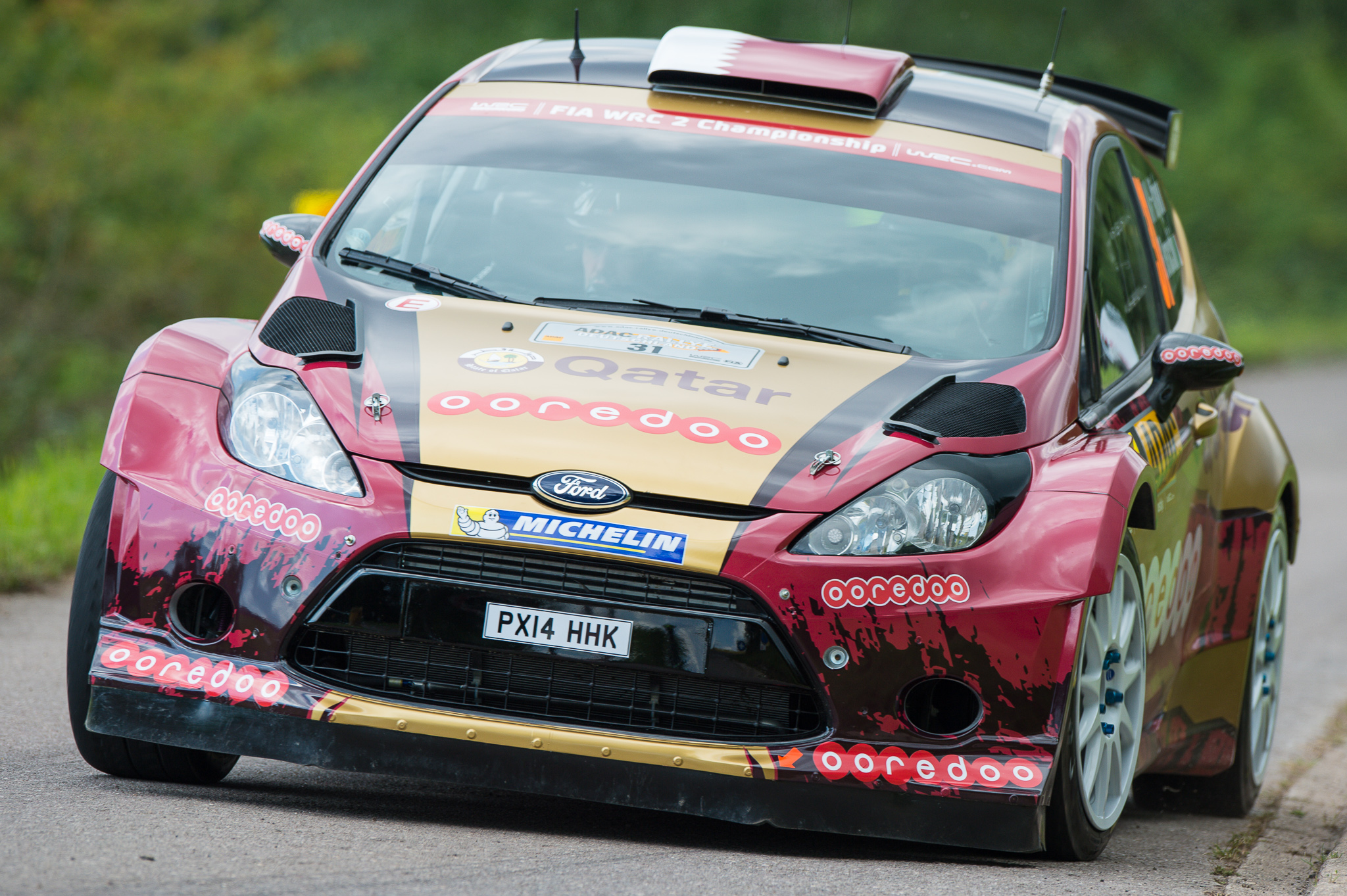
In 2014 en 2015 werd Al-Attiyah kampioen in het WRC-2

Nasser Saleh Nasser Abdullah Al-Attiyah (Doha, 21 december 1970) is een Qatarees rallyrijder en kleiduivenschutter.

## Carrière

### Wereldkampioenschap rally
Al-Attiyah debuteerde in 1989 in de rallysport, maar maakte pas veel later, in 2004, zijn eerste opwachting in het wereldkampioenschap rally. Tussen 2003 en 2013 schreef hij negen keer het rallykampioenschap van het Midden-Oosten op zijn naam. In het WK rally nam hij deel aan het Production World Rally Championship met een Subaru Impreza WRX STi. In het seizoen 2006 schreef hij met onder meer twee overwinningen de PWRC-titel op zijn naam. Al-Attiyah was tot aan 2009 actief in dit kampioenschap, en schreef met een achtste plaats tijdens de rally van Argentinië in 2009 zijn eerste WK-kampioenschapspunt op zijn naam. Voor 2010 nam hij de overstap naar het Super 2000 World Rally Championship, eerst actief met een Škoda Fabia S2000, om daarna plaats te nemen in een Ford Fiesta S2000. Zijn seizoen in het SWRC was niet hoogst succesvol, maar buitenom won hij wel de Rally van Cyprus, die dat jaar als ronde meetelde van de Intercontinental Rally Challenge. Al-Attiyah reed in 2011 wederom in het SWRC, en begon in eerste instantie succesvol met een klasse-overwinning en een zevende plaats algemeen in Mexico, maar werd na afloop van de wedstrijd gediskwalificeerd. In het kampioenschap speelde hij uiteindelijk geen rol meer.
In het seizoen 2012 reed Al-Attiyah een bijna volledig WK-programma met een Citroën DS3 WRC, ingeschreven onder de vlag van het Qatar World Rally Team. Zijn beste resultaat van het seizoen boekte hij in Portugal, waar hij als vierde eindigde. In 2013 nam hij zijn Qatar sponsoring mee naar het team van M-Sport, waar hij gedurende het seizoen vijf keer voor het team uitkwam met de Ford Fiesta RS WRC, en in drie gevallen een vijfde plaats behaalde. In 2014 werd Al-Attiyah met een Ford Fiesta RRC kampioen in de WRC-2 categorie.

### Andere disciplines
Al-Attiyah nam in 2004 voor het eerst deel aan de Dakar-rally en eindigde daarin tiende. In 2007 won hij zijn eerste etappe in het evenement en in 2009 was hij als fabrieksrijder van X-Raid (BMW) een van de koplopers in het klassement (hij won twee etappes, maar werd later gediskwalificeerd). Voor 2010 stapte hij over naar Volkswagen en eindigde dat jaar tweede in het auto-klassement achter teamgenoot Carlos Sainz. Het jaar daarop schreef hij de woestijnrally met vier etappe zeges op zijn naam. In 2012 nam hij deel aan de rally in een Hummer, maar wist dit keer niet te finishen. Met Mini eindigde hij de rally in 2014 weer op het podium als derde, en won voor hen het evenement voor de tweede keer in 2015. In 2015 maakt hij zijn debuut in het World Touring Car Championship tijdens het eerste bezoek van het kampioenschap aan zijn thuisland voor het team Campos Racing.Verder pakte hij zes dagzeges in de Dakar-rally 2021 om uiteindelijk op de tweede plek te eindigen.

### Kleiduivenschieten
Al-Attiyah heeft ook deelgenomen aan de Olympische Zomerspelen in het onderdeel kleiduivenschieten. In 2004 eindigde hij hierin op een vierde plaats. Hij nam ook deel in 2008. In 2012 behaalde Al-Attiyah in dit onderdeel de bronzen medaille.

## Complete resultaten in het wereldkampioenschap rally
| Seizoen | Inschrijving           | Auto                   | 1      | 2       | 3       | 4       | 5      | 6       | 7       | 8      | 9      | 10     | 11      | 12      | 13     | 14     | 15      | 16     | Pos. | Punten |
| ------- | ---------------------- | ---------------------- | ------ | ------- | ------- | ------- | ------ | ------- | ------- | ------ | ------ | ------ | ------- | ------- | ------ | ------ | ------- | ------ | ---- | ------ |
| 2004    | Nasser Al-Attiyah      | Subaru Impreza WRX STi | MON    | ZWE 32  | MEX DNF | NZL 20  | CYP    | GRI     | TUR     | ARG 14 | FIN    | DUI    | JPN     | GBR     | ITA    | FRA 22 | SPA     | AUS 13 | –    | 0      |
| 2005    | Nasser Al-Attiyah      | Subaru Impreza WRX STi | MON    | ZWE     | MEX     | NZL 16  | ITA    | CYP 18  | TUR 16  | GRI    | ARG 17 | FIN    | DUI     | GBR 21  | JPN    | FRA    | SPA     | AUS 13 | –    | 0      |
| 2006    | QMMF                   | Subaru Impreza WRX STi | MON 30 | ZWE     | MEX 10  | SPA     | FRA    | ARG 15  | ITA     | GRI 19 | DUI    | FIN    | JPN     | CYP 19  | TUR    | AUS    | NZL 26  | GBR    | –    | 0      |
| 2007    | QMMF                   | Subaru Impreza WRX STi | MON    | ZWE 27  | NOO     | MEX DNF | POR    | ARG DNF | ITA     | GRI 19 | FIN    | DUI    | NZL     | SPA     | FRA    | JPN    | IER 17  | GBR    | –    | 0      |
| 2008    | QMMF                   | Subaru Impreza WRX STi | MON    | ZWE 40  | MEX     | ARG DNF | JOR    | ITA     | GRI DNF |        |        |        |         |         |        |        |         |        | –    | 0      |
| 2008    | QMMF                   | Subaru Impreza STi     |        |         |         |         |        |         |         | TUR 23 | FIN    | DUI    | NZL     | SPA     | FRA    | JPN    | GBR DNF |        | –    | 0      |
| 2009    | Autotek                | Subaru Impreza STi     | IER    | NOO     | CYP 11  |         |        |         |         |        |        |        |         |         |        |        |         |        | 18   | 1      |
| 2009    | Barwa Rally Team       | Subaru Impreza STi     |        |         |         | POR 16  | ARG 8  | ITA 9   | GRI DSQ | POL    | FIN    | AUS    | SPA     | GBR     |        |        |         |        | 18   | 1      |
| 2010    | Barwa Rally Team       | Škoda Fabia S2000      | ZWE    | MEX DNF | JOR 18  | TUR     | NZL 13 |         |         |        |        |        |         |         |        |        |         |        | –    | 0      |
| 2010    | Barwa Rally Team       | Ford Fiesta S2000      |        |         |         |         |        | POR 25  | BUL     | FIN 29 | DUI    | JPN    | FRA     | SPA     | GBR    |        |         |        | –    | 0      |
| 2011    | Barwa Rally Team       | Ford Fiesta S2000      | ZWE    | MEX DSQ | POR     | JOR DNF | ITA 11 | ARG     | GRI 16  | FIN    | DUI 16 | AUS    | FRA DNF | SPA 11  | GBR    |        |         |        | –    | 0      |
| 2012    | Qatar World Rally Team | Citroën DS3 WRC        | MON    | ZWE 21  | MEX 6   | POR 4   | ARG 9  | GRI DNF | NZL     | FIN    | DUI 8  | GBR 10 | FRA DNF | ITA     | SPA    |        |         |        | 12   | 28     |
| 2013    | Qatar World Rally Team | Ford Fiesta RS WRC     | MON    | ZWE     | MEX 5   | POR 5   | ARG    | GRI 5   | ITA     | FIN    | DUI 13 | AUS    | FRA     | SPA DNF | GBR    |        |         |        | 11   | 30     |
| 2014    | Nasser Al-Attiyah      | Ford Fiesta RRC        | MON    | ZWE     | MEX     | POR 9   |        | ITA DNF | POL     | FIN    | DUI 17 | AUS 11 | FRA     | SPA 10  | GBR 17 |        |         |        | 22   | 4      |
| 2014    | Drive DMACK            | Ford Fiesta RRC        |        |         |         |         | ARG 10 |         |         |        |        |        |         |         |        |        |         |        | 22   | 4      |
| 2015    | Nasser Al-Attiyah      | Ford Fiesta RRC        | MON    | ZWE     | MEX 7   | ARG     | POR 11 | ITA 12  | POL DNF | FIN    |        | AUS 10 |         |         |        |        |         |        | 16   | 7      |
| 2015    | Nasser Al-Attiyah      | Škoda Fabia R5         |        |         |         |         |        |         |         |        | DUI 17 |        | FRA     | SPA 12  | GBR    |        |         |        | 16   | 7      |

## Resultaten in de Dakar-rally

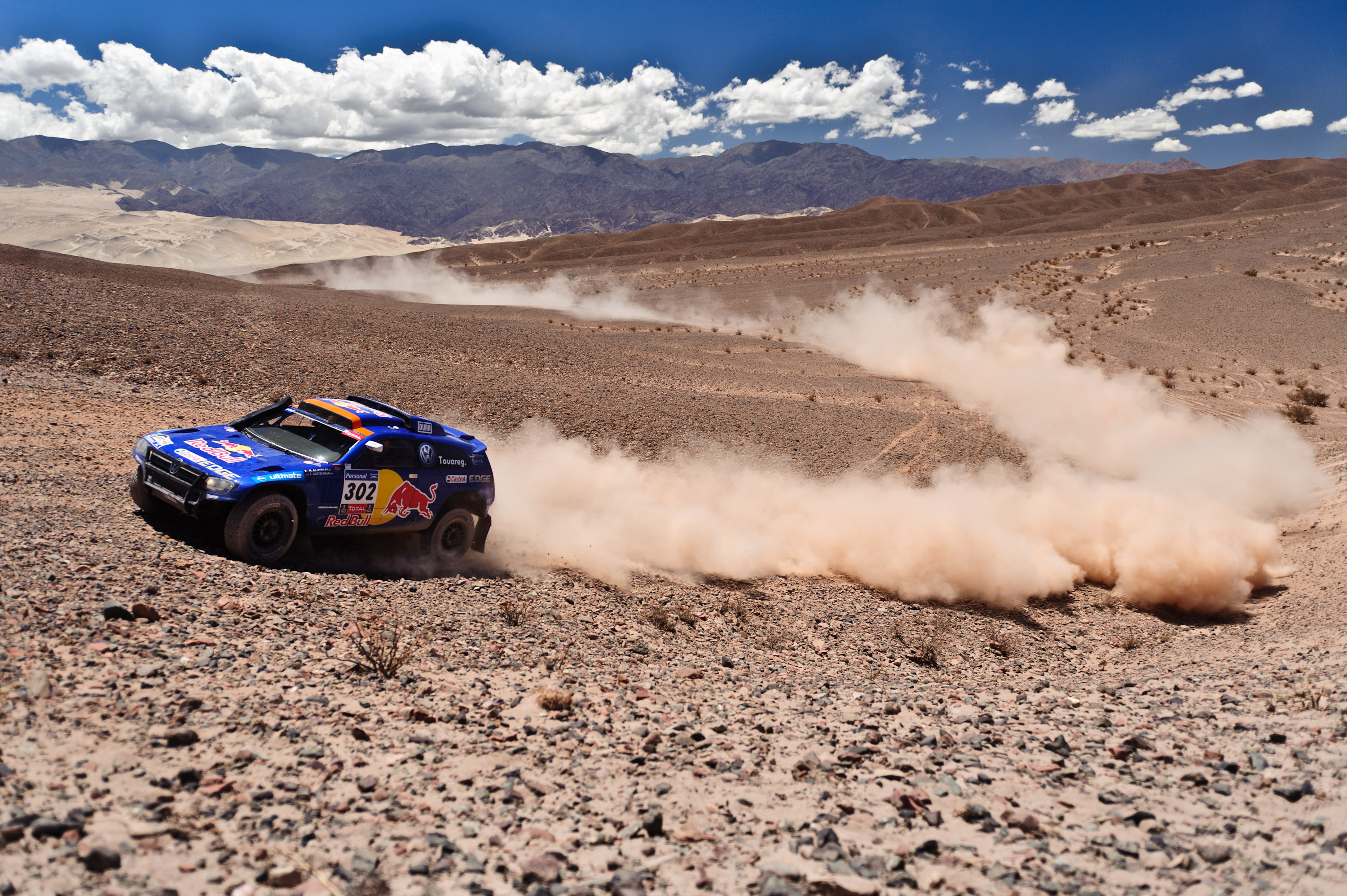
Al-Attiyah deelnemend aan de Dakar-rally met Volkswagen in 2011

| Jaar | Etappe-overwinningen | Resultaat |
| ---- | -------------------- | --------- |
| 2004 | 0                    | 10        |
| 2005 | 0                    | DNF       |
| 2006 | 0                    | DNF       |
| 2007 | 1                    | 6         |
| 2009 | 2                    | DNF       |
| 2010 | 4                    | 2         |
| 2011 | 4                    | 1         |
| 2012 | 2                    | DNF       |
| 2013 | 3                    | DNF       |
| 2014 | 2                    | 3         |
| 2015 | 5                    | 1         |
| 2016 | 2                    | 2         |
| 2017 | 1                    | DNF       |
| 2018 | 4                    | 2         |
| 2019 | 3                    | 1         |
| 2020 | 1                    | 2         |
| 2021 | 6                    | 2         |
| 2022 | 3                    | 1         |
| 2023 | 3                    | 1         |